# Quietisme
El quietisme és el nom donat (especialment en la teologia de l'Església Catòlica Romana) a un conjunt de creences cristianes que van créixer popularment a França, Itàlia i Espanya durant els darrers anys 1670 i 1680, particularment associat amb els escrits de Miguel de Molinos (i posteriorment de François Malaval i de Madame Guyon), i que van ser condemnades com a heretgia pel papa Innocenci XI en la butlla Coelestis Pastor de 1687. L'heretgia "quietista" es va considerar que consistia a elevar erròniament la "contemplació" sobre la "meditació", la quietud intel·lectual sobre la pregària vocal i la passivitat interior sobre l'acció piadosa en un relat de l'oració mística, el creixement espiritual i la unió amb Déu (un en la qual, la acusació corria, existia la possibilitat d'aconseguir un estat sense pecat i una unió amb la Divinitat).
Des del final del segle xvii, "el Quietisme" ha funcionat (especialment dins de la teologia del catolicisme romà, encara que fins a un cert grau de la teologia protestant), com la taquigrafia dels comptes que es percep que es fan malament dels mateixos errors teològics i, per tant, són herètics. Com a tal, el terme s'ha aplicat a creences molt allunyades del seu context original. El terme quietisme no va ser utilitzat fins al segle xvii, així que alguns escriptors han anomenat l'expressió d'aquests errors abans d'aquesta època com "pre-quietisme".

## Característiques principals del "Quietisme"
Tot i que tant Molinos com altres autors condemnats a finals del segle xvii, així com els seus oponents, van parlar dels Quietistes (és a dir, els que es dedicaven a la "pregària de la calma", expressió utilitzada per Teresa d'Àvila, Joan de la Creu i altres), el "Quietisme" era una creació dels seus oponents, una sistematització una mica artificial feta sobre la base de condemnes eclesiàstiques i comentaris sobre ells. Cap autor, fins i tot Molinos (generalment vist com el principal representant del pensament Quietista) va advocar per totes les posicions que formaven el Quietisme dels llibres de text doctrinal catòlics posteriors, com a tal, almenys un autor suggereix que és millor parlar d'una tendència quietista o orientació, una de la qual pot estar localitzada en formes anàlogues durant tota la història cristiana.

## La controvèrsia del Quietisme de la dècada de 1670 i 1680

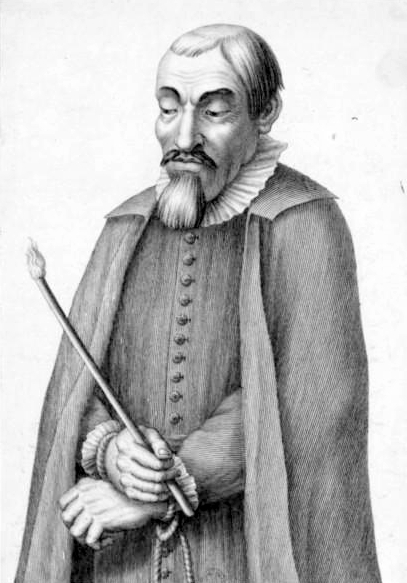
Miguel de Molinos

El quietisme està particularment associat amb Miguel de Molinos, al qual l'Enciclopèdia Catòlica es refereix com el "fundador" del Quietisme. Molinos i les doctrines del quietisme finalment van ser condemnats pel Papa Innocenci XI a la butlla Coelestis Pastor de 1687. Molins va ser empresonat al castell de Sant'Angelo, on va morir el 1696.

## El Quietisme a França
El Quietisme es va estendre entre el catolicisme romà a través de petits grups a França. Aquí també va estar influenciat pel pensament de François de Sales, amb el seva èmfasi en l'amor pur derivat de la pràctica espiritual. El representant més destacat va ser Mme Guyon, especialment amb el seu treball "Un mètode curt i senzill de pregària", que va afirmar no haver conegut l'ensenyament de Molinos directament, però sens dubte va tenir contacte amb François Malaval, un proposador de Molinos.
Madame Guyon va guanyar un influent convers a la cort de Lluís XIV a Madame de Maintenon, i va influir en el cercle de catòlics devots a la cort per un temps. També va ser consellera espiritual per a l'arquebisbe Fénelon de Cambrai. Una comissió a França va trobar la majoria de les obres de Madame Guyon intolerables i el govern la va confinar, primer en un convent, després a la Bastilla, que va acabar per exiliar-se a Blois el 1703.
El 1699, després de la defensa espelta de Fénelon en una guerra de premsa amb Bossuet, el Papa Innocenci XII va prohibir la circulació de "Maximes dels Sants" de Fénelon, a la qual Fénelon va presentar alhora. Els processos de la inquisició contra els restants quietistes a Itàlia van durar fins al segle xviii.

## Conjunts analògics de creences
És possible aïllar tendències similars (i preocupacions similars dels acusadors) com els condemnats en la polèmica "Quietista" del segle xvii en períodes anteriors.
En la filosofia clàssica, l'estat de la serenitat imperturbable o ataraxia es veia com un estat desitjable d'ànim per part d'Epicur, dels filòsofs pirrònics i els estoics, i pels seus seguidors romans, com l'emperador Marc Aureli.
A l'església ortodoxa oriental, es podria trobar una disputa anàloga a l'hesicasme en què «l'objectiu suprem de la vida a la terra és la contemplació de la llum no creada segons la qual l'home està íntimament unit amb Déu».
A principis del cristianisme, la sospita sobre les formes d'ensenyament místic es pot veure com controvèrsies sobre el gnosticisme en els segles ii i iii, i sobre l'heretgia messaliana dels segles IV i V.
La negació dels càtars a la necessitat dels ritus sacerdotals s'ha percebut com una forma de quietisme. De la mateixa manera, al segles xii i xiii, els Germans de l'Esperit Lliure, les Beguines i Begards van ser acusats de tenir creences amb similituds als condemnats en la controvèrsia del Quietisme. Entre les idees que es veieren com errònies i condemnades pel Concili de Viena (1311-12), hi ha les proposicions que la humanitat en la vida actual pot assolir un grau de perfecció semblant a convertir-se en absolutament sense pecat ; que el "perfecte" no té necessitat de dejunar o de pregar, però pot concedir lliurement al cos el que vulgui. Aquesta pot ser una referència tàcita als càtars o albigesos del sud de França i Catalunya, i que no estan subjectes a cap autoritat humana o vinculats pels preceptes de l'Església. Afirmacions similars de l'autonomia individual per part dels Fraticelli van conduir a la seva condemna per part del Papa Joan XXII en 1317. Alternativament, és probable que sigui una referència directa a l'anomenada Beguina, Margaret Porette, cremada amb vida a la plaça de París el 1310 formalment com heretge reincident, però també a causa de la seva obra "El mirall del simple Ànimes ", escrita, sobretot a la llengua vernacla francesa. Margaret és veritablement única en el pensament, però que l'ànima perfeccionada queda lliure de virtut i de les seves obligacions i de les de l'església que manifesta amb claredat en el seu treball i és tot un tema.
La condemnació dels errors de Meister Eckhart en 1329 també es pot veure com una instància d'una preocupació anàloga en la història cristiana. Les afirmacions d'Eckhart que ens transformem totalment en Déu, igual que en el sagrament, el pa es transforma en el cos de Crist (la transsubstanciació) i el valor de les accions internes, que són fetes per la Deïtat de Déu que hi ha dins de nosaltres, sovint han estat vinculades a posteriors heretgies quietistes.
A principis del segle XVI a Espanya, la preocupació per un conjunt de creences dels que es coneixien com a alumbrados va plantejar preocupacions similars a les del Quietisme. Aquestes preocupacions van continuar fins a mitjans del segle xvi, i els escrits de Teresa d'Àvila i de Joan de la Creu. Tots dos eren reformadors molt actius i ambdós van advertir d'un enfocament simple "no pensar res" (no pensar nada) sobre la meditació i la contemplació. A més, tots dos van reconèixer l'autoritat de l'Església catòlica i no van oposar-se al seu ensenyament pel que fa a l'oració contemplativa. Per tant, el seu treball no va ser condemnat com a heretgia, en consonància amb l'ensenyament de l'Església. Això no va impedir que el treball de Joan fos sospitós després de la seva mort; el fet que no va ser canonitzat fins a 1726 es deu en gran manera a sospites de creences del segle xvii semblants a les anomenades "Quietistes" més tard al segle.
George Fox va arribar a la conclusió que l'única espiritualitat real es va aconseguir prestant atenció a l'Esperit Sant (el déu) a través del silenci, i va fundar el moviment quàquer sobre aquesta base, una que compartia molta semblança amb el pensament "Quietista". El pensament silenciós també va influir entre els quàquers britànics del segle xix, quan el tractat "Una fe raonable, per Tres Amics" (William Pollard, Francis Frith i W. E. Turner (1884 i 1886)) va provocar polèmica amb els evangèlics a la societat.
El frare caputxí Benet Canfield (1562-1611), un catòlic anglès que visqué a Bèlgica, va defensar el quietisme en un tractat anomenat "Camí de la Perfecció", amb una profunda pregària i meditació.